# Erik Kjeldsen
Jens Erik Kjeldsen (20 de octubre de 1890-22 de febrero de 1976) fue un deportista danés que compitió en ciclismo en la modalidad de pista. Ganó una medalla de plata en el Campeonato Mundial de Ciclismo en Pista de 1921, en la prueba de velocidad individual.

## Medallero internacional
| Campeonato Mundial | Campeonato Mundial     | Campeonato Mundial | Campeonato Mundial       |
| Año                | Lugar                  | Medalla            | Competición              |
| ------------------ | ---------------------- | ------------------ | ------------------------ |
| 1921               | Copenhague (Dinamarca) | Medalla de plata   | Velocidad individual (A) |